# İsmail Kartal
İsmail Kartal est un footballeur international puis entraîneur turc, né le 25 mai 1961 à Beykoz à Istanbul.

## Biographie
İsmail Kartal commence sa carrière dans le club sportif Sarıyer Spor Kulübü. Il commence sa carrière professionnelle à Gaziantepspor durant deux saisons de 1981-1983. Pour la suite, durant les dix années, il passe la quasi-totalité de sa vie à Fenerbahçe. Il porta le maillot jaune-marine de 1983 à 1993. Il joue 235 matchs, marque 15 buts dont 9 penalties.
Il est transféré l'année suivante à Denizlispor, durant la saison 1993-1994, puis l'année suivante sous le maillot de l'équipe Adanaspor durant la saison 1994-1995 où il décide de mettre fin à sa carrière.

## Palmarès d'entraîneur
| Fenerbahçe SK - Championnat de Turquie : - Vice-Champion : 2015 - Vice-Champion : 2024 - Supercoupe de Turquie : - Vainqueur : 2014 Sivasspor - Championnat de Turquie de football de deuxième division - - Vainqueur : 2005 |